# Scotty Pippen Jr.
Scotty Maurice Pippen Jr. (Portland, 2000. november 10. –) amerikai kosárlabdázó, aki jelenleg a Memphis Grizzlies játékosa. Egyetemen a Vanderbilt Commodores csapatában játszott. A kosárlabda hírességek csarnokába beiktatott, hatszoros NBA-bajnok Scottie Pippen fia.

## Fiatalkora és középiskolai pályafutása
Pippen Portlandben született, mikor apja a Portland Trail Blazers játékosa volt. Apjának korábbi kapcsolataiból négy féltestvére van, Antron (1987–2021), Sierra (1995–), Taylor (1994–) és Tyler (1994–1994). Tyler pár nappal születése után meghalt, míg Antron 2021-ben, hivatalosan meg nem erősített okok miatt hunyt el. Három testvére van: Preston (2002–), Justin (2005–) és Sophia (2008–). Anyai ágon asszír felmenői vannak.
Óvodától tizedik osztályig a Pine Crest Iskola tanulója volt Floridában. Tizenegyedikes szezonja előtt családja Los Angelesbe költözött, ahol a Sierra Canyon csapatában kezdett játszani, ami egy sokkal kompetitívebb csapat volt. Itt olyan csapattársai voltak, mint Marvin Bagley III, Kenyon Martin Jr. és Cassius Stanley. Végzősként 16,3 pontot, 4,6 gólpasszt és 3,6 lepattanót átlagolt, segítségével a Sierra Canyon megnyerte az állami bajnoki címet. Az Oakland Soldiers AAU-csapat tagja volt az ezt követő nyáron. A Vanderbilt Egyetem ajánlatát fogadta el a Washington State, a San Francisco, a Colorado State, a UC Santa Barbara és a Hofstra helyett.

## Egyetemi pályafutása
2019. november 20-án Pippen elsőéves szezoncsúcsnak számító 21 pontot szerzett az Austin Peay ellen. 2020. március 7-én az alapszakasz utolsó mérkőzésén ezt megismételte, ekkor a Dél-Karolina ellen. Elsőévesként 12 pontot és 3,6 lepattanót átlagolt, beválasztották a főcsoport legjobb elsőévesekből álló csapatába.
Második szezonjában Aaron Nesmith és Saben Lee távozását követően ő lett a csapat vezére és arca. 2020. december 27-én Pippen 30 pontot szerzett az Alcorn State elleni 87–50 arányú győzelem során. 2021. január 9-én megszerezte első dupladupláját, mikor 18 pontja és 12 gólpassza volt a Mississippi State ellen. 2021. január 27-én 32 pontot tudott szerezni a Florida elleni 78–71 arányú vereség során. A szezonban 20,8 pontot, 2,8 lepattanót és 4,9 gólpasszt átlagolt. 2021. április 10-én bejelentette, hogy részt fog venni a 2021-es NBA-drafton, de nem sokkal később visszalépett, hogy harmadévesként is a Vanderbilt játékosa legyen. 2021. december 7-én az utolsó pillanatban dobott be egy hárompontost, hogy csapata döntetlent játsszon a Temple ellen. Utolsó évében 20,4 pontot, 4,5 gólpasszt, 3,6 lepattanót és 1,9 labdaszerzést átlagolt. Beválasztották az All-SEC Első csapatba is. 2022. április 18-án bejelentette, hogy részt fog venni a 2022-es NBA-drafton.

## Statisztika

### Egyetem
| Év        | Csapat                | JM | KM | JP/M | MG%  | 3P%  | BD%  | LP/M | GP/M | L/M | B/M | P/M  |
| --------- | --------------------- | -- | -- | ---- | ---- | ---- | ---- | ---- | ---- | --- | --- | ---- |
| 2019–2020 | Vanderbilt Commodores | 32 | 31 | 29,8 | .393 | .362 | .709 | 2,8  | 3,6  | 1,1 | 0,1 | 12,0 |
| 2020–2021 | Vanderbilt Commodores | 22 | 22 | 31,8 | .428 | .358 | .850 | 2,9  | 4,9  | 1,8 | 0,2 | 20,8 |
| 2021–2022 | Vanderbilt Commodores | 36 | 36 | 33,1 | .416 | .325 | .749 | 3,6  | 4,5  | 1,9 | 0,2 | 20,4 |
| Karrier   | Karrier               | 90 | 89 | 31,6 | .414 | .343 | .763 | 3,1  | 4,3  | 1,6 | 0,2 | 17,5 |

### NBA

#### Alapszakasz
| Év        | Csapat             | JM  | KM | JP/M | MG%  | 3P%  | BD%  | LP/M | GP/M | L/M | B/M | P/M  |
| --------- | ------------------ | --- | -- | ---- | ---- | ---- | ---- | ---- | ---- | --- | --- | ---- |
| 2022–2023 | Los Angeles Lakers | 6   | 0  | 5,3  | .333 | .333 | .556 | 0,7  | 0,3  | 0,3 | 0,2 | 2,3  |
| 2023–2024 | Memphis Grizzlies  | 21  | 16 | 25,1 | .493 | .417 | .745 | 3,2  | 4,7  | 1,7 | 0,5 | 12,9 |
| 2024–2025 | Memphis Grizzlies  | 29  | 21 | 21,3 | .480 | .397 | .713 | 3,3  | 4,4  | 1,3 | 0,4 | 9,9  |
| Karrier   | Karrier            | 106 | 37 | 21,2 | .481 | .401 | .715 | 3,1  | 4,2  | 1,3 | 0,4 | 10,0 |

#### Rájátszás
| Év      | Csapat            | JM | KM | JP/M | MG%  | 3P%  | BD%   | LP/M | GP/M | L/M | B/M | P/M  |
| ------- | ----------------- | -- | -- | ---- | ---- | ---- | ----- | ---- | ---- | --- | --- | ---- |
| 2025    | Memphis Grizzlies | 4  | 4  | 32,3 | .379 | .357 | 1.000 | 5,5  | 3,5  | 1,0 | 0,3 | 18,3 |
| Karrier | Karrier           | 4  | 4  | 32,3 | .379 | .357 | 1.000 | 5,5  | 3,5  | 1,0 | 0,3 | 18,3 |